# Kenchammanagathihalli, Jagalur
Kenchammanagathihalli là một làng thuộc tehsil Jagalur, huyện Davanagere, bang Karnataka, Ấn Độ.